# Wren Blair
Wren Blair (* 2. Oktober 1925 in Lindsay, Ontario; † 2. Januar 2013 in Whitby, Ontario) war ein kanadischer Eishockeytrainer und -funktionär.

## Leben
Wren Blair war vor seiner Karriere in der National Hockey League (NHL) Trainer und Manager des Eishockey-Amateurvereins Whitby Dunlops, mit denen er 1957 und 1959 den Allan Cup gewann. Danach trainierte er in der Eastern Professional Hockey League die Kingston Frontenacs. 1960 war er als Scout der NHL aktiv und verhandelte unter anderem zwischen den Boston Bruins und Bobby Orr. In der NHL-Saison 1967/68 trainierte er in der National Hockey League die Minnesota North Stars. In der Saison darauf wurde er durch John Muckler ersetzt. Muckler war jedoch nicht erfolgreich und musste die North Stars während der laufenden Saison verlassen, als Nachfolger wurde wieder Wren Blair verpflichtet. In der Spielzeit 1969/1970 wurde Blair nach 32 Spielen von Minnesota entlassen und durch Charlie Burns ersetzt. Von Juli 1975 bis Dezember 1976 war er General Manager der Pittsburgh Penguins.
1997 wurde er für seine Verdienste um die Ontario Hockey League mit dem Bill Long Award geehrt.
Wren Blair starb im Alter von 87 Jahren in Whitby, Ontario.